# Tepehua (peuple)
Pour les articles homonymes, voir Tepehuanes.
Les tepehuas sont un peuple indigène dont le nom signifie « gens de la montagne » en náhuatl. On peut trouver d'autres termes de náhuatl espagnolisé :
- masipijní : les gens tepehua
- hamasipiní : qui habite sur une colline
- hamasip : propriétaires de cerrosi

Ils habitent principalement dans les trois états mexicains d'Hidalgo, Veracruz et Puebla. Les tepehuas sont établis sur des collines entre 240 et 820 mètres d'altitude,.

## Emplacement
Le territoire tepehua couvre une zone étroite sur les versants orientaux de la Sierra Madre Orientale. Il existe trois régions tepehuas :
- Huehuetla dans l'état d'Hidalgo
- Tlachichilco dans l'état de Veracruz
- Pisaflores dans l'état de Veracruz

Par ailleurs le peuple indigène tepehua est constitué de deux groupes ethnolinguistiques :
1. Tepehua occidental, se situe à Tlachichilco, Zontecomatlán et, à un moindre nombre à Texcatepec.
2. Tepehua suboriental, se situent en Hdalgo, Puebla et Veracruz. À son tour, le groupe ethnique tepehua suboriental se subdivise en trois:
  1. Tepehua méridional: il se situe dans la municipalité de Huehuetla.
  2. Tepehua oriental: depuis plusieurs siècles dans la municipalité de Ixhuatlán de Madero et que, depuis la deuxième moitié du XXe siècle, il s'est décalé pour s'établir à Francisco Z. Mena (Puepla) et à Pánuco (Veracruz)
  3. Tepehua poblano: au début du XXe siècle il est sorti de Huehuetla (Hidalgo) pour s'établir près des communautés totonaques des municipalités de Francisco Z. Mena, Venustiano Carranza et principalement Pantepec dans l'état de Puebla.

## Culture

### Langue
Le tepehua fait partie de la famille linguistique totonaques avec le totonaque, et ne doit pas être confondu avec la langue uto-azteca tepehuan; c'est une  langue aglutinante où les mots usent de suffixes complexes pour une variété de propos avec divers morphèmes liés.